# Misao Okawa
Misao Okawa (大川 ミサヲ Okawa Misao?) (Tenma, actualmente Kita-ku, Japón, 5 de marzo de 1898 - Osaka, 1 de abril de 2015) fue una supercentenaria japonesa que vivió 117 años y 27 días y además fue la persona más anciana del mundo desde la muerte de Jiroemon Kimura, el 12 de junio de 2013, hasta su propia muerte el 1 de abril de 2015. También es la última persona en morir nacida en 1898.
Okawa conservó el título de persona japonesa más anciana de todos los tiempos, la persona más longeva nacida en Asia y la primera más longeva fallecida o residente en Asia hasta el 31 de agosto de 2017, y es la novena longeva del mundo, aunque llegó a ser la quinta. Ha sido la vigésimo novena persona verificada en llegar a la edad de 115 años, la novena persona en llegar a la edad de 116 años y la quinta en llegar a 117.
Fue la persona más anciana en haber vivido en tres siglos diferentes tras haber superado la edad de María Esther de Capovilla y la persona más longeva que ha vivido en el siglo XXI, desde el 15 de febrero de 2015 hasta el 26 de diciembre de 2016, al haber sido alcanzada su edad por la italiana Emma Morano. El 6 de abril de 2017 la alcanzó la jamaicana Violet Brown, y el 31 de agosto de 2017, su compatriota Nabi Tajima.

## Biografía
Okawa era la cuarta hija de un lencero del distrito de Tenma (en la actualidad Kita) de Osaka. Desde 1997 vivía en una residencia de personas mayores en Higashisumiyoshi-ku.
Se casó con Yukio Okawa en 1919 y tuvieron tres hijos, dos mujeres y un hombre, de los cuales su hijo Hiroshi y una hija Shizuyo, le sobrevivieron. Su marido murió el 20 de junio de 1931. Tenía cuatro nietos y seis bisnietos. Pudo caminar hasta la edad de 110 años, cuando empezó a usar una silla de ruedas para prevenir caídas. Sin embargo, podía empujar las ruedas de la silla con sus propias manos. Hacia 2014, Okawa perdió parte de su ritmo diario y comenzó a tener problemas de audición. Falleció el 1 de abril de 2015, en el geriátrico donde residía en el barrio de Higashisumiyoshi-ku (Osaka).

## Longevidad
Okawa era la mujer más anciana del mundo desde la muerte de la supercentenaria japonesa de 115 años Koto Okubo, el 12 de enero de 2013. El 27 de febrero de 2013, unos pocos días antes de su cumpleaños número 115, fue oficialmente reconocida por el Libro Guinness de los récords como la persona más anciana del mundo, y le fue entregado un certificado en su residencia en Osaka. Okawa decía que comer sushi y dormir eran las razones por las que había vivido tanto. En su cumpleaños 117, dijo que su vida le parecía corta. Cuando se le preguntó cuál era el secreto de haber vivido tanto, contestó: «yo también me lo pregunto».